# 井口和朋
井口  和朋（いぐち かずとも、1994年1月7日 - ）は、神奈川県横浜市緑区出身のプロ野球選手（投手）。右投右打。オリックス．バファローズ所属。

## 経歴

### プロ入り前
小学校1年生のときにDMファイターズで野球を始め、遊撃手や捕手など複数のポジションを任され、打順では4番を争った。5年生のときに熊本県へ引っ越し、熊本市立健軍小学校時代は熊本中央リトルシニアでプレー。中学入学と同時に緑区へ戻り、横浜市立中山中学校時代は横浜都筑ボーイズでプレーし、3年生に上がってから投手に挑戦した。
神奈川・武相高等学校では2年秋からエースとなる。野球部には同期に塩見泰隆、1学年下に渡部おにぎり（お笑い芸人、金の国）がおり、渡部とバッテリーを組んでいた。3年夏の神奈川県大会は茂木栄五郎、若林晃弘擁する桐蔭学園高校に延長12回の末敗れ、甲子園への出場経験はない。高校卒業後、東京農業大学生物産業学部（東京農業大学北海道オホーツク）へ進学。
大学進学後は、1年春から北海道学生野球連盟の公式戦に出場。北海道六大学リーグでは1年春に新人王、2年春にベストナイン、4年春に最高殊勲選手。全国大会には全日本大学野球選手権大会に2度、明治神宮野球大会に1度出場。全国大会通算で6試合に登板し3勝、防御率0.98。4年次にユニバーシアード日本代表に選出、2試合に登板、準決勝のアメリカ戦では勝利投手になりチームの優勝に貢献した。野球部には1学年先輩に玉井大翔、風張蓮、同期に樋越優一、2学年後輩に周東佑京がいる。
2015年のドラフト会議で北海道日本ハムファイターズから3位指名を受け、契約金5000万円、年俸900万円で入団した。背番号は29。

### 日本ハム時代

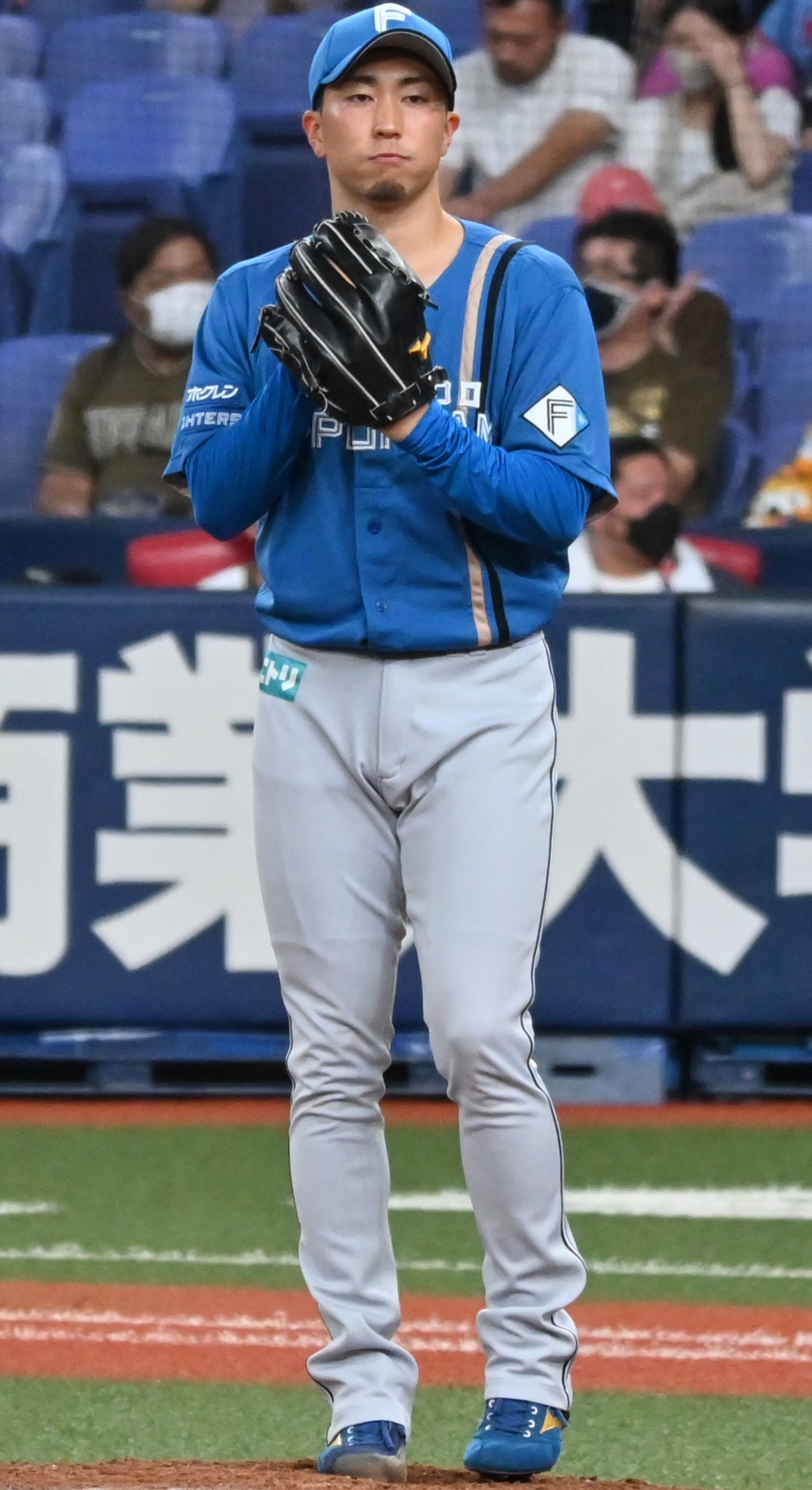
日本ハム時代
（2022年8月7日 京セラドーム大阪）

2016年は春季キャンプこそ二軍でスタートしたが、レギュラーシーズンの開幕は一軍で迎え、3月30日のオリックス・バファローズ戦でプロ初登板となり、2回1/3を無安打1四球1奪三振無失点に抑えた。4月27日の東北楽天ゴールデンイーグルス戦ではプロ初ホールドを記録するなど、中継ぎとして一軍に帯同していたが、6月は4失点を喫した登板が2試合あったなど調子を落とし、6月27日に出場選手登録を抹消された。8月9日に一軍へ再昇格すると、ポストシーズンにも登板するなど、シーズン終了まで一軍に帯同した。レギュラーシーズンでは37試合に登板し、0勝1敗4ホールド・防御率3.86という成績であった。オフに700万円増となる推定年俸1600万円で契約を更改した。
2017年は春季キャンプを一軍でスタートするも、体重移動の仕方を変えたことが裏目となり、開幕を二軍で迎え、4月15日に出場選手登録をされるも、5試合・6イニングを投げて6失点と振るわず、同26日に登録抹消。抹消後は二軍でも打ち込まれていたが、5月末から先発に転向すると結果を残し、7月3日に一軍再昇格。1試合のリリーフ登板を経て、同8日の福岡ソフトバンクホークス戦でプロ初先発となったものの、4回2/3を3失点で敗戦投手となり、翌7月9日に出場選手登録を抹消された。8月19日に中継ぎとして再登録されて以降はシーズン終了まで一軍に帯同したが、この年は17試合（1先発）の登板で0勝1敗・防御率5.16という成績にとどまり、オフに50万円減となる推定年俸1550万円で契約を更改した。
2018年は開幕を一軍で迎えるも、4月に入って2試合連続で複数失点を喫し、4月9日に出場選手登録を抹消された。6月13日に再登録されると、同23日の楽天戦でプロ初セーブ、7月22日のソフトバンク戦ではプロ初勝利を挙げた。ただ、8月20日に右肩大円筋肉離れと診断され、同日に登録抹消。9月22日に一軍復帰を果たし、この年は31試合の登板で1勝1敗7ホールド1セーブ・防御率2.48という成績であった。オフに500万円増となる推定年俸2050万円で契約を更改した。
2019年は開幕を二軍で迎え、6月9日に出場選手登録。中継ぎとして32試合に登板し、1勝0敗7ホールド1セーブ・防御率2.53を記録するも、9月12日に出場選手登録を抹消されると、そのまま二軍でシーズンを終えた。オフに600万円増となる推定年俸2650万円で契約を更改した。
2020年は新型コロナウイルスの影響で開幕延期・120試合制の短縮シーズンとなったが、6月19日の開幕を一軍で迎えた。9月以降に登録抹消と再登録を2度繰り返し、この年は29試合の登板で1勝0敗2ホールド・防御率4.10という成績であった。オフに50万円減となる推定年俸2600万円で契約を更改した。
2021年は開幕を二軍で迎え、4月8日に出場選手登録。9試合の登板で4ホールドを挙げていたが、5月10日に受けたPCR検査で新型コロナウイルス陽性が判明し、翌11日に出場選手登録を抹消された。6月10日に一軍復帰を果たすと、シーズン終了まで一軍に帯同し、この年は1勝2敗11ホールド、キャリアハイとなる43登板・防御率1.86・WHIP0.88を記録し、飛躍の1年となった。オフに1000万円増となる推定年俸3600万円で契約を更改した。
2022年は開幕を一軍で迎えるも、調子が上向かず、4月3日に出場選手登録を抹消され、二軍調整が長らく続いた。7月17日に新型コロナウイルス陽性判定を受けた石川直也の代替指名選手として翌18日に一軍へ昇格すると、シーズン終了まで一軍に帯同したが、この年は23試合の登板で2勝0敗6ホールド1セーブ・防御率5.18という成績にとどまった。オフに300万円減となる推定年俸3300万円で契約を更改した。
2023年は2年連続で開幕一軍入りを果たすも、5試合の登板で防御率5.40という成績で4月19日に登録抹消。二軍ではロングリリーフも務めるなど、起用の幅を広げつつあったが、イースタン・リーグでは38試合に登板し、4勝3敗2セーブ・防御率4.14という成績で登録抹消後は二軍暮らしが続き、10月3日に球団から戦力外通告を受けた。その後は、翌年からウエスタン・リーグへの新規参入が内定したくふうハヤテベンチャーズ静岡のトライアウトと12球団合同トライアウトに参加した。

### オリックス時代
2023年12月6日、オリックス・バファローズに育成選手として入団することが発表された。背番号は129。推定年俸は800万円。
2024年はオープン戦で4試合に登板し、防御率4.91という成績であったが、前年までのリーグ3連覇を支えたリリーバーである阿部翔太・宇田川優希・山﨑颯一郎が出遅れたチーム事情もあって3月26日に支配下登録され、背番号は58に変更となった。開幕を一軍で迎えると、ビハインドの場面や先発が早期降板を強いられた際のロングリリーフとして起用された。5月19日の楽天戦では、同点の延長10回表から登板して3者凡退に抑えると、直後にチームがサヨナラ勝ちを収めたことで、井口に2年ぶりの白星かつ移籍後初勝利が記録。交流戦開始前の時点では13試合に登板し、1勝1敗・防御率1.65という成績であったものの、交流戦以降は調子を落とし、6月26日には腰痛で出場選手登録を抹消された。その後は再登録と登録抹消を2度繰り返し、この年は32試合の登板で1勝2敗3ホールド・防御率4.18を記録。オフに3倍増となる推定年俸2400万円で契約を更改した。

## 選手としての特徴
走者がいないときは足を二度上げる二段モーションが特徴。ストレートと縦に鋭く落ちるスライダーのコンビネーションが武器であり、変化球は他にフォーク・カーブ・カットボールを投じる。ストレートの最速はアマチュア時代に149km/h、プロ入り後は2021年6月13日のDeNA戦で153km/hを計測している。
毎年、4月、5月は状態が上がらず、6月頃から状態が上がっていくと自覚している。

## 詳細情報

### 年度別投手成績
| 年 度     | 球 団      | 登 板 | 先 発 | 完 投 | 完 封 | 無 四 球 | 勝 利 | 敗 戦 | セ 丨 ブ | ホ 丨 ル ド | 勝 率 | 打 者 | 投 球 回 | 被 安 打 | 被 本 塁 打 | 与 四 球 | 敬 遠 | 与 死 球 | 奪 三 振 | 暴 投 | ボ 丨 ク | 失 点 | 自 責 点 | 防 御 率 | W H I P |
| --------- | ---------- | ----- | ----- | ----- | ----- | -------- | ----- | ----- | -------- | ----------- | ----- | ----- | -------- | -------- | ----------- | -------- | ----- | -------- | -------- | ----- | -------- | ----- | -------- | -------- | ------- |
| 2016      | 日本ハム   | 37    | 0     | 0     | 0     | 0        | 0     | 1     | 0        | 4           | .000  | 174   | 42.0     | 39       | 6           | 10       | 1     | 2        | 27       | 3     | 0        | 18    | 18       | 3.86     | 1.17    |
| 2017      | 日本ハム   | 17    | 1     | 0     | 0     | 0        | 0     | 1     | 0        | 0           | .000  | 94    | 22.2     | 19       | 7           | 7        | 1     | 0        | 13       | 1     | 0        | 14    | 13       | 5.16     | 1.15    |
| 2018      | 日本ハム   | 31    | 0     | 0     | 0     | 0        | 1     | 1     | 1        | 7           | .500  | 129   | 32.2     | 26       | 0           | 9        | 2     | 0        | 28       | 1     | 0        | 11    | 9        | 2.48     | 1.07    |
| 2019      | 日本ハム   | 32    | 0     | 0     | 0     | 0        | 1     | 0     | 1        | 7           | 1.000 | 131   | 32.0     | 28       | 3           | 7        | 1     | 2        | 19       | 0     | 0        | 9     | 9        | 2.53     | 1.09    |
| 2020      | 日本ハム   | 29    | 0     | 0     | 0     | 0        | 1     | 0     | 0        | 2           | 1.000 | 113   | 26.1     | 27       | 5           | 8        | 2     | 2        | 18       | 0     | 0        | 14    | 12       | 4.10     | 1.33    |
| 2021      | 日本ハム   | 43    | 0     | 0     | 0     | 0        | 1     | 2     | 0        | 11          | .333  | 151   | 38.2     | 24       | 4           | 10       | 0     | 2        | 33       | 0     | 0        | 11    | 8        | 1.86     | 0.88    |
| 2022      | 日本ハム   | 23    | 0     | 0     | 0     | 0        | 2     | 0     | 1        | 6           | 1.000 | 112   | 24.1     | 34       | 3           | 4        | 1     | 2        | 27       | 1     | 0        | 14    | 14       | 5.18     | 1.56    |
| 2023      | 日本ハム   | 5     | 0     | 0     | 0     | 0        | 0     | 0     | 0        | 0           | ----  | 23    | 5.0      | 6        | 0           | 3        | 0     | 0        | 2        | 1     | 0        | 3     | 3        | 5.40     | 1.80    |
| 2024      | オリックス | 32    | 0     | 0     | 0     | 0        | 1     | 2     | 0        | 3           | .333  | 134   | 32.1     | 29       | 0           | 11       | 0     | 2        | 25       | 0     | 0        | 15    | 15       | 4.18     | 1.24    |
| 通算：9年 | 通算：9年  | 249   | 1     | 0     | 0     | 0        | 7     | 7     | 3        | 40          | .500  | 1061  | 256.0    | 232      | 30          | 69       | 8     | 12       | 192      | 7     | 0        | 109   | 101      | 3.55     | 1.18    |

- 2024年度シーズン終了時

### 年度別守備成績
| 年 度 | 球 団      | 投手  | 投手  | 投手  | 投手  | 投手  | 投手     |
| 年 度 | 球 団      | 試 合 | 刺 殺 | 補 殺 | 失 策 | 併 殺 | 守 備 率 |
| ----- | ---------- | ----- | ----- | ----- | ----- | ----- | -------- |
| 2016  | 日本ハム   | 37    | 0     | 3     | 0     | 0     | 1.000    |
| 2017  | 日本ハム   | 17    | 2     | 3     | 0     | 0     | 1.000    |
| 2018  | 日本ハム   | 31    | 1     | 5     | 0     | 0     | 1.000    |
| 2019  | 日本ハム   | 32    | 3     | 2     | 0     | 0     | 1.000    |
| 2020  | 日本ハム   | 29    | 0     | 2     | 0     | 0     | 1.000    |
| 2021  | 日本ハム   | 43    | 3     | 3     | 0     | 1     | 1.000    |
| 2022  | 日本ハム   | 23    | 1     | 1     | 0     | 0     | 1.000    |
| 2023  | 日本ハム   | 5     | 0     | 0     | 0     | 0     | ----     |
| 2024  | オリックス | 32    | 0     | 1     | 0     | 0     | 1.000    |
| 通算  | 通算       | 249   | 10    | 20    | 0     | 1     | 1.000    |

- 2024年度シーズン終了時

### 記録
初記録
- 初登板：2016年3月30日、対オリックス・バファローズ2回戦（札幌ドーム）、5回表二死に3番手で救援登板、2回1/3を無失点[10]
- 初奪三振：同上、6回表に山崎勝己から空振り三振
- 初ホールド：2016年4月27日、対東北楽天ゴールデンイーグルス5回戦（札幌ドーム）、6回表に2番手で救援登板、1回1/3を無失点[12]
- 初先発登板：2017年7月8日、対福岡ソフトバンクホークス14回戦（札幌ドーム）、4回2/3を3失点で敗戦投手[28]
- 初セーブ：2018年6月22日、対東北楽天ゴールデンイーグルス9回戦（楽天生命パーク宮城）、12回裏に7番手で救援登板・完了、1回無失点[36]
- 初勝利：2018年7月22日、対福岡ソフトバンクホークス16回戦（札幌ドーム）、8回表二死に3番手で救援登板、1/3回を無失点[37]

### 背番号
- 29（2016年 - 2023年）
- 129（2024年 - 同年3月25日）
- 58（2024年3月26日 - ）

### 登場曲
- 「BRIGHTER DAY」安室奈美恵（2016年3月 - 5月）
- 「マジありがとう feat. 吉見一星」LGYankees（2016年5月 - ）
- 「覇王樹」湘南乃風（2017年）
- 「CHARM」WANIMA（2018年）
- 「Anpanman」防弾少年団（2019年）
- 「飛行艇」King Gnu（2020年）
- 「Trust」Bigfumi（2021年 - 2023年）
- 「太陽のような人でありたい」Bigfumi（2024年 - ）

### 代表歴
- 2015年ユニバーシアード野球日本代表